# Давид Скалуба
Давид Скалуба (*кінець XVII століття — †після 1728) — український релігійний та просвітницький діяч, місіонер на території сучасної республіки Калмикія, архімандрит монастирів на Московщині.

## Біографія
Здобув освіту у Києво-Могилянській академії. По закінченню якої емігрує на Московщину, де від 1718 до 1722 викладав у Московській слов'яно-греко-латинській академії граматику, піїтику та риторику.
1722 призначено настоятелем посольської церкви у Стокгольмі (Швеція), але не поїхав туди ніби через фінансові труднощі.
15 лютого 1723 призначено флотським ієромонахом. 1724 Давид розпочав місіонерську діяльність серед калмиків, яка тривала до 1727.
1727-1728 — настоятель Новгородського Антоніївського монастиря, з 1728 — Великолуцького Троїцького монастиря Псковської єпархії.
Прагнув повернутися на батьківщину, писав численні «прошенія», але Синод йому відмовляв. Наприкінці 1728 рішуче відмовився від настоятельства і виїхав в Україну.